# 狭纹虎鲨
狭纹虎鲨（學名：Heterodontus zebra），又名斑紋異齒鮫、斑紋異齒鯊，俗名角鯊、虎沙，是軟骨魚綱虎鯊目虎鯊科虎鲨属下的一个种。其种加词“zebra”意为“有斑马状纹样的”。

## 分布
本魚分布於西太平洋亞熱帶介乎40°N至20°S的海域，包括中国大陆和台灣、日本、韓國、印尼、菲律賓、越南、泰國、馬來西亞、澳洲昆士蘭等。

## 深度
水深0至200公尺。

## 特徵
本魚體延長，前部粗大，後部漸細小，眼大，口小，低的眶頂冠在眼睛後逐漸傾斜，體側扁，略呈卵圓形。淺淡色的身體上有窄而直的斑馬狀斑汶。牠就像其他的虎鯊科一樣，尾鰭有長的圓突，腹鰭較背鰭短，而脊椎升起至尾鰭處。背鰭的長度約佔生物體總長度的21%至27%。幼年鯊魚的第一背鰭很高，而成年鯊魚的第一背鰭則中等高，背部表面的顏色介於白色和奶油色之間，第一、二背鰭皆具硬棘，尾鰭具深缺刻。體長可達1.25公尺。

## 生態
本魚主要生活於大陸棚海域，平時停棲於海底，游泳能力不佳，行動緩慢。屬肉食性，以小型底棲無脊椎動物為食。卵生的，卵大且具具螺旋形卵殼，四角另具短鬚狀突起。

## 經濟利用
不常見，價值性不高，偶爾在水族館展示。大型魚種易經由食物鍊累積大量重金屬，導致神經系統病變，不宜食用。